# José García Mosquera
José García Mosquera (Castro de Escuadro (Maceda), 17 de marzo de 1817-Orense, 19 de noviembre de 1868) fue un escritor, profesor y traductor español.

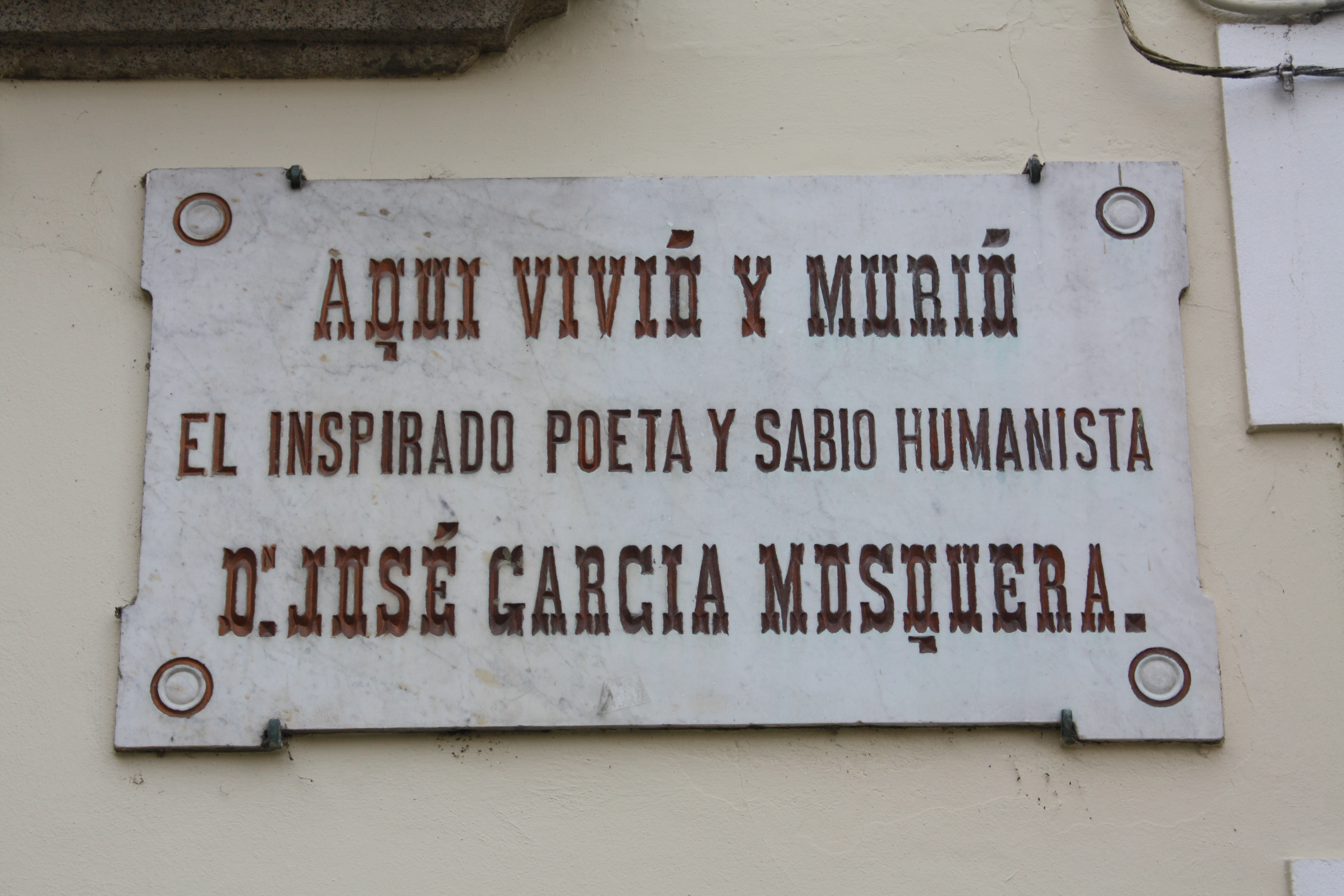
Placa en la casa de Orense donde vivió y murió.

Estudió en los seminarios de Orense, Santiago de Compostela y Salamanca. Instalado en Orense, abrió un Colegio de Humanidades. Fue profesor en los institutos de Pontevedra y Cuenca y catedrático de Latín y Humanidades y de Retórica y Política en el Instituto de Ourense. Hizo la traducción al gallego del "Beatus ille" de Horacio que publicó en Revista Gallega. Era poeta en gallego, español y latín. Algunos de sus poemas en castellano se publicaron póstumamente en El Heraldo Gallego.

## Obras
- Poesías de José García Mosquera, catedrático de Retórica y Poética en él Instituto de Orense (1817-1868), recogidos por José Fernández Gallego, 1948.